# تساجان أجوي
تساجان أجوي (بالمنغولية: Цагаан агуй)‏ يعني الكهف الأبيض. هو كهف موجود في جنوب غرب وسط منغوليا هو كهف من العصر الحجري القديم مع غرفة داخلية مغطاة بالكريستال وغنية ببلورات كربونات الكالسيوم. الكهف حيث تم العثور على مواد عمرها 35.000 عام، كان يؤوي سكان العصر الحجري منذ 700.000 عام. في بعض الأحيان كان البوذيون يستخدمونه للحج. كان الكهف تحت حماية الحكومة المنغولية منذ عام 1988.